# Amethystium
Amethystium ist ein Musikprojekt des norwegischen Produzenten, Komponisten und Multiinstrumentalisten Øystein Ramfjord. 
Der aus Trondheim stammende Ramfjord veröffentlichte unter dem Namen Amethystium bisher vier Alben, die alle beim Label Neurodisc Records erschienen.
Die Musik von Amethystium kann dem Genre des Ethno bzw. New Age zugerechnet werden und ist größtenteils instrumental, es werden aber auch gregorianischer Gesang, mystische Stimmen und Geräusche eingesetzt.

## Diskographie
- Odonata (2001)
- Aphelion (2003)
- Evermind (2004)
- Emblem (Selected Pieces) (2006)
- Isabliss (2008)
- Aurorae (EP) (2012)
- Transience (2014)